# Liste des monuments historiques de l'arrondissement de Lesparre-Médoc

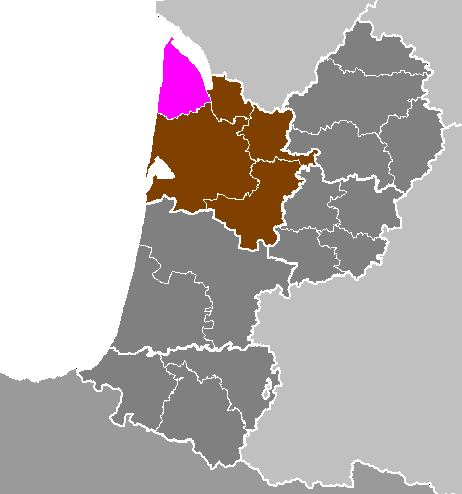
Localisation de l'arrondissement de Lesparre-Médoc en Aquitaine.

Cet article recense les monuments historiques de l'arrondissement de Lesparre-Médoc, dans le département de la Gironde, en France.

## Statistiques
L'arrondissement de Lesparre-Médoc, dans le nord-ouest de la Gironde, concentre 32 édifices protégés au titre des monuments historiques (3 % du total du département).
- Haut – A
- B
- C
- D
- E
- F
- G
- H
- I
- J
- K
- L
- M
- N
- O
- P
- Q
- R
- S
- T
- U
- V
- W
- X
- Y
- Z

## Liste
| Monument                                     | Commune                  | Adresse           | Coordonnées                        | Notice         | Protection | Date | Illustration                                 |
| -------------------------------------------- | ------------------------ | ----------------- | ---------------------------------- | -------------- | ---------- | ---- | -------------------------------------------- |
| Église Saint-Germain d'Arsac                 | Arsac                    |                   | 44° 59′ 52″ nord, 0° 41′ 19″ ouest | « PA00083113 » | Classé     | 1908 | Église Saint-Germain d'Arsac                 |
| Château Citran                               | Avensan                  |                   | 45° 03′ 09″ nord, 0° 44′ 51″ ouest | « PA33000155 » | Inscrit    | 2012 | Château Citran                               |
| Croix de Villeranque                         | Avensan                  |                   | 45° 01′ 40″ nord, 0° 45′ 36″ ouest | « PA00083118 » | Inscrit    | 1926 | Croix de Villeranque                         |
| Église Saint-Pierre d'Avensan                | Avensan                  |                   | 45° 02′ 05″ nord, 0° 45′ 26″ ouest | « PA00083119 » | Classé     | 1915 | Église Saint-Pierre d'Avensan                |
| Château Laujac                               | Bégadan                  |                   | 45° 21′ 49″ nord, 0° 56′ 17″ ouest | « PA33000167 » | Inscrit    | 2013 | Image manquante Téléverser                   |
| Église Saint-Saturnin de Bégadan             | Bégadan                  |                   | 45° 21′ 25″ nord, 0° 53′ 36″ ouest | « PA00083134 » | Classé     | 1862 | Église Saint-Saturnin de Bégadan             |
| Château d'Issan                              | Cantenac                 |                   | 45° 02′ 16″ nord, 0° 39′ 29″ ouest | « PA00083506 » | Inscrit    | 1970 | Château d'Issan                              |
| Église Saint-Didier de Cantenac              | Cantenac                 |                   | 45° 01′ 43″ nord, 0° 39′ 18″ ouest | « PA00083902 » | Classé     | 1995 | Église Saint-Didier de Cantenac              |
| Église Sainte-Marie de Cissac-Médoc          | Cissac-Médoc             |                   | 45° 13′ 35″ nord, 0° 49′ 48″ ouest | « PA00083519 » | Inscrit    | 1925 | Église Sainte-Marie de Cissac-Médoc          |
| Église Saint-Pierre de Civrac-en-Médoc       | Civrac-en-Médoc          |                   | 45° 20′ 16″ nord, 0° 53′ 56″ ouest | « PA00083520 » | Inscrit    | 1925 | Église Saint-Pierre de Civrac-en-Médoc       |
| Château Bernones                             | Cussac-Fort-Médoc        |                   | 45° 07′ 03″ nord, 0° 43′ 22″ ouest | « PA33000159 » | Inscrit    | 2012 | Château Bernones                             |
| Fort Médoc                                   | Cussac-Fort-Médoc        |                   | 45° 06′ 41″ nord, 0° 42′ 08″ ouest | « PA00083534 » | Classé     | 1956 | Fort Médoc                                   |
| Église Saint-Pierre de Gaillan-en-Médoc      | Gaillan-en-Médoc         |                   | 45° 19′ 31″ nord, 0° 57′ 18″ ouest | « PA00083553 » | Classé     | 1846 | Église Saint-Pierre de Gaillan-en-Médoc      |
| Phare d'Hourtin                              | Hourtin                  |                   | 45° 08′ 32″ nord, 1° 09′ 39″ ouest | « PA33000113 » | Inscrit    | 2009 | Phare d'Hourtin                              |
| Château Giscours                             | Labarde                  |                   | 45° 00′ 31″ nord, 0° 38′ 45″ ouest | « PA33000147 » | Inscrit    | 2011 | Château Giscours                             |
| Tour de l'Honneur                            | Lesparre-Médoc           |                   | 45° 18′ 26″ nord, 0° 56′ 36″ ouest | « PA00083592 » | Classé     | 1913 | Tour de l'Honneur                            |
| Église Saint-Martin de Listrac-Médoc         | Listrac-Médoc            |                   | 45° 04′ 29″ nord, 0° 47′ 24″ ouest | « PA00083602 » | Inscrit    | 1925 | Église Saint-Martin de Listrac-Médoc         |
| Château Margaux                              | Margaux                  |                   | 45° 02′ 40″ nord, 0° 40′ 08″ ouest | « PA00083617 » | Classé     | 1965 | Château Margaux                              |
| Château Rauzan-Ségla                         | Margaux                  |                   | 45° 02′ 10″ nord, 0° 40′ 32″ ouest | « PA33000150 » | Inscrit    | 2011 | Château Rauzan-Ségla                         |
| Église Saint-Saturnin de Moulis-en-Médoc     | Moulis-en-Médoc          |                   | 45° 03′ 33″ nord, 0° 46′ 15″ ouest | « PA00083645 » | Classé     | 1846 | Église Saint-Saturnin de Moulis-en-Médoc     |
| Château Lafite-Rothschild                    | Pauillac                 |                   | 45° 13′ 30″ nord, 0° 46′ 23″ ouest | « PA00083885 » | Inscrit    | 1989 | Château Lafite-Rothschild                    |
| Église de Saint-Christoly-Médoc              | Saint-Christoly-Médoc    |                   | 45° 21′ 21″ nord, 0° 49′ 30″ ouest | « PA00083717 » | Inscrit    | 1925 | Église de Saint-Christoly-Médoc              |
| Église Saint-Étienne de Saint-Estèphe        | Saint-Estèphe            |                   | 45° 15′ 53″ nord, 0° 46′ 16″ ouest | « PA00083905 » | Classé     | 1995 | Église Saint-Étienne de Saint-Estèphe        |
| Dolmen de Barbehère                          | Saint-Germain-d'Esteuil  |                   | 45° 17′ 49″ nord, 0° 51′ 17″ ouest | « PA00083892 » | Inscrit    | 1989 | Dolmen de Barbehère                          |
| Statue de la Vierge                          | Saint-Germain-d'Esteuil  | Place de l'Église | 45° 17′ 23″ nord, 0° 51′ 57″ ouest | « PA00083910 » | Inscrit    | 1992 | Statue de la Vierge                          |
| Théâtre gallo-romain de Brion                | Saint-Germain-d'Esteuil  |                   | 45° 16′ 46″ nord, 0° 50′ 29″ ouest | « PA00083745 » | Inscrit    | 1984 | Théâtre gallo-romain de Brion                |
| Château Gruaud Larose                        | Saint-Julien-Beychevelle |                   | 45° 08′ 40″ nord, 0° 45′ 03″ ouest | « PA33000164 » | Inscrit    | 2012 | Château Gruaud Larose                        |
| Château Balac                                | Saint-Laurent-Médoc      |                   | 45° 10′ 15″ nord, 0° 50′ 00″ ouest | « PA33000152 » | Inscrit    | 2011 | Château Balac                                |
| Église Notre-Dame de Benon                   | Saint-Laurent-Médoc      |                   | 45° 06′ 57″ nord, 0° 50′ 49″ ouest | « PA00083756 » | Classé     | 1972 | Église Notre-Dame de Benon                   |
| Église Saint-Laurent de Saint-Laurent-Médoc  | Saint-Laurent-Médoc      |                   | 45° 09′ 02″ nord, 0° 49′ 18″ ouest | « PA00083757 » | Inscrit    | 1925 | Église Saint-Laurent de Saint-Laurent-Médoc  |
| Église Sainte-Marie de Saint-Sauveur         | Saint-Sauveur            |                   | 45° 12′ 10″ nord, 0° 50′ 06″ ouest | « PA00083802 » | Inscrit    | 1925 | Église Sainte-Marie de Saint-Sauveur         |
| Église Saint-Vivien de Saint-Vivien-de-Médoc | Saint-Vivien-de-Médoc    |                   | 45° 25′ 50″ nord, 1° 02′ 08″ ouest | « PA00083813 » | Classé     | 1862 | Église Saint-Vivien de Saint-Vivien-de-Médoc |
| Statue de la Vierge                          | Saint-Yzans-de-Médoc     |                   | 45° 19′ 30″ nord, 0° 49′ 22″ ouest | « PA00083906 » | Inscrit    | 1991 | Statue de la Vierge                          |
| Église Notre-Dame-de-la-Fin-des-Terres       | Soulac-sur-Mer           |                   | 45° 30′ 50″ nord, 1° 07′ 18″ ouest | « PA00083841 » | Classé     | 1891 | Église Notre-Dame-de-la-Fin-des-Terres       |
| Phare de Cordouan                            | Le Verdon-sur-Mer        |                   | 45° 35′ 11″ nord, 1° 10′ 24″ ouest | « PA00083858 » | Classé     | 1862 | Phare de Cordouan                            |
| Phare de Grave                               | Le Verdon-sur-Mer        |                   | 45° 34′ 07″ nord, 1° 03′ 58″ ouest | « PA33000123 » | Inscrit    | 2009 | Phare de Grave                               |
| Abbaye Saint-Pierre de Vertheuil             | Vertheuil                |                   | 45° 15′ 02″ nord, 0° 50′ 03″ ouest | « PA00083859 » | Classé     | 1840 | Abbaye Saint-Pierre de Vertheuil             |
| Château de Beyzac                            | Vertheuil                |                   | 45° 15′ 50″ nord, 0° 48′ 46″ ouest | « PA33000091 » | Inscrit    | 2006 | Château de Beyzac                            |
| Château de Vertheuil                         | Vertheuil                |                   | 45° 15′ 02″ nord, 0° 50′ 06″ ouest | « PA00083860 » | Inscrit    | 1965 | Château de Vertheuil                         |